# Napi (Hiiumaa)
Koordinaten: 58° 57′ N, 22° 31′ O
Napi ist ein Dorf (estnisch küla) in der Landgemeinde Hiiumaa (2013 bis 2017: Landgemeinde Hiiu, davor Landgemeinde Kõrgessaare) auf der zweitgrößten estnischen Insel Hiiumaa (deutsch Dagö).

## Beschreibung und Geschichte
Napi (deutsch Nappi) hat acht Einwohner (Stand 31. Dezember 2011). Der Ort liegt 14 Kilometer südwestlich der Inselhauptstadt Kärdla (Kertel).
Das Dorf wurde erstmals 1565 unter dem Namen Napilla by urkundlich erwähnt. Die Herkunft der Ortsbezeichnung ist ungeklärt.